# Loránd Eötvös
Il barone Loránd Eötvös de Vásárosnamény (in ungherese báró vásárosnaményi Eötvös Loránd, o solamente Loránd Eötvös, IPA /ˈloraːnd ˈøtvøʃ/; Buda, 27 luglio 1848 – Budapest, 8 aprile 1919) è stato un fisico ungherese.

## Biografia
Eötvös che nacque dal figlio dello scrittore-ministro József Eötvös, viene ricordato oggi per il suo lavoro sperimentale sulla gravità, ed in particolare per i suoi studi sull'equivalenza fra massa gravitazionale ed inerziale (il principio di equivalenza in forma debole) ed il suo studio sul gradiente gravitazionale sulla superficie terrestre.
Il principio di equivalenza debole ha un ruolo chiave nella teoria della relatività e l'esperimento di Eötvös venne citato da Albert Einstein nel suo articolo del 1916 The Foundation of the General Theory of Relativity.
Le misure del gradiente gravitazionale sono importanti in geofisica applicata, ad esempio per la ricerca di giacimenti petroliferi. L'unità di misura del gradiente gravitazionale nel sistema CGS viene chiamata eotvos in suo onore.
Nella sua vita fu anche un provetto alpinista, scalando alcune delle cime delle Dolomiti.
Dal 1886 fino alla sua morte insegnò e lavorò presso l'Università di Budapest, che nel 1950 venne ribattezzata Eötvös Loránd Tudományegyetem.